# Croton stenosepalus
Croton stenosepalus är en törelväxtart som beskrevs av Johannes Müller Argoviensis. Croton stenosepalus ingår i släktet Croton och familjen törelväxter. Inga underarter finns listade i Catalogue of Life.